# Districte de Nhamatanda
El districte de Nhamatanda és un districte de Moçambic, situat a la província de Sofala. Té una superfície de 3.975 kilòmetres quadrats. En 2007 comptava amb una població de 213.200 habitants. Limita al nord amb el districte de Gorongosa, a l'est amb el districte de Dondo, al sud amb el districte de Búzi, al nord-oest amb el districte de Chibabava i a l'oest amb el districte de Gondola de la província de Manica.

## Divisió administrativa
El districte està dividit en dos postos administrativos (Nhamatanda i Tica), compostos per les següents localitats:
- Posto Administrativo de Nhamatanda:
  - Vila de Nhamatanda
  - Nhamatanda
- Posto Administrativo de Tica:
  - Nhampoca
  - Tica